# Świadczenia przedemerytalne
Świadczenia przedemerytalne - świadczenie przyznawane osobom starszym, będącym w wieku przedemerytalnym, którzy spełniają określone w ustawie warunki. Celem jest umożliwienie osobom, którym z racji wieku trudno znaleźć pracę, dotrwanie do emerytury.
Prawo do świadczenia przedemerytalnego przysługuje osobie, która:
- pobierała zasiłek dla bezrobotnych przez co najmniej 6 miesięcy, a po upływie tego okresu jest nadal zarejestrowana jako bezrobotna
- w okresie pobierania zasiłku dla bezrobotnych nie odmówiła bez uzasadnionej przyczyny przyjęcia propozycji odpowiedniego zatrudnienia, innej pracy zarobkowej
- w odpowiednim terminie złoży wniosek do organu rentowego o przyznanie świadczenia przedemerytalnego
- do dnia rozwiązania stosunku pracy lub stosunku służbowego z powodu likwidacji pracodawcy lub niewypłacalności pracodawcy u którego była zatrudniona lub pozostawała w stosunku służbowym przez okres nie krótszy niż 6 miesięcy, ukończyła co najmniej 56 lat - kobieta oraz 61 lat - mężczyzna i posiada okres uprawniający do emerytury, wynoszący co najmniej 20 lat dla kobiet i 25 lat dla mężczyzn
- zostaje zwolniona z pracy „z przyczyn dotyczących zakładu pracy", a w zakładzie tym była zatrudniona co najmniej pół roku, skończyła 55 lat (kobieta) i 60 lat (mężczyzna), a jej staż pracy wynosi co najmniej 30 lat dla kobiet i 35 lat dla mężczyzn
- ogłasza upadłość, a wcześniej przez przynajmniej 2 lata prowadziła nieprzerwanie działalność gospodarczą (pozarolniczą) i za ten okres opłaciła składki na ubezpieczenia społeczne, do dnia ogłoszenia upadłości ma skończone co najmniej 56 lat (kobieta) i 61 lat (mężczyzna), a jej staż pracy to 20 lat dla kobiet i 25 lat dla mężczyzn
- traci rentę z tytułu niezdolności do pracy, pobieraną nieprzerwanie przez co najmniej 5 lat, a do dnia, w którym ustało prawo do renty, ukończyła co najmniej 55 lat (kobieta) i 60 lat (mężczyzna), ma staż pracy minimum 20 lat dla kobiet i 25 lat dla mężczyzn
- przez co najmniej 10 lat była zatrudniona w pełnym wymiarze czasu pracy w zakładzie produkującym azbest i posiada okres uprawniający do emerytury wynoszący co najmniej 20 lat dla kobiet i 25 lat dla mężczyzn

Wysokość świadczenia
Świadczenie przedemerytalne ustalane na podstawie ustawy przysługuje w wysokości wynoszącej, od 1 marca 2008 r., 757,79 zł. Jeżeli świadczenie to przyznawane jest osobie uprzednio uprawnionej do renty z tytułu niezdolności do pracy, a więc osobie, która prawo do tego świadczenia nabyła, wysokość tego świadczenia ustalana jest w kwocie renty, nie wyższej jednak niż 757,79 zł.
Prawo do świadczenia ustaje:
- na wniosek osoby pobierającej świadczenie przedemerytalne
- w dniu poprzedzającym dzień nabycia prawa do emerytury
- z dniem osiągnięcia wieku 60 lat przez kobietę i 65 lat przez mężczyznę
- wraz ze śmiercią osoby uprawnionej.